# Márta Mészáros
Márta Mészáros, wym. [maːrtɒ meːsaːroʃ] (ur. 19 września 1931 w Budapeszcie) – węgierska reżyserka i scenarzystka filmowa.
Marta Mészáros zdobyła nagrodę Złotego Niedźwiedzia oraz Srebrnego Niedźwiedzia na Międzynarodowym Festiwalu Filmowym w Berlinie, Srebrną Muszlę na Międzynarodowym Festiwalu Filmowym w San Sebastián oraz nagrodę FIPRESCI na Festiwalu Filmowym w Cannes.

## Życiorys

### Wczesne lata
Urodzona w Budapeszcie, spędziła pierwsze cztery lata swojego życia Kirgistanie w Związku Radzieckim, gdzie jej rodzice wyemigrowali jako artyści komunistyczni w 1936. Tam jej ojciec, László Mészáros, został osądzony w sfingowanym procesie, aresztowany i stracony w stalinowskim łagrze w 1938 roku. Tuż po jego zniknięciu, matka Mészáros zmarła na tyfus. Po pobycie w sierocińcu została adoptowana i ukończyła szkołę. W 1946 przyjechała do Moskwy na studia, by już jako absolwentka WGIK, w 1956 roku, powrócić do rodzinnych Węgier.

### Kariera
Początkowo pracowała w studiu kroniki filmowej w Budapeszcie, a następne dwa lata w wytwórni filmów dokumentalnych w Bukareszcie. Po powrocie na Węgry w 1958 roku realizowała początkowo filmy popularnonaukowe i dokumentalne, których ma w swym dorobku blisko trzydzieści. W 1968 zadebiutowała filmem fabularnym Dziewczyna. Márta Mészáros wyreżyserowała dwadzieścia jeden pełnometrażowych filmów fabularnych, głównie na temat prześladowania ludzi przez system totalitarny i prześladowania kobiet. Reżyserowała także znany w Kanadzie dokumentalny serial telewizyjny English Teachers (znany jako Taipei Diaries). W latach 80. nakręciła cykl filmów autobiograficznych. W latach 2003–2004 wyreżyserowała film o Imre Nagyu Niepochowany. Niektóre jej filmy (np. Córy szczęścia) powstały w Polsce lub w koprodukcji polsko-węgierskiej.

## Życie prywatne
W latach 1957–1959 jej mężem był László Karda. W 1960 wyszła za mąż za węgierskiego reżysera Miklósa Jancsó. Mają dwóch synów – Nyikę (ur. 22 czerwca 1952) i Miklósa Juniora, którzy pracowali jako operatorzy filmowi na planie wielu z jej filmów, oraz córkę Kasię (ur. 1955). W 1973 doszło do rozwodu.
Przez wiele lat była związana z polskim aktorem Janem Nowickim, który wystąpił w jej licznych filmach. Często powierzała mu główne role – w tym Imre Nagya. Również syn Nowickiego z wcześniejszego związku, Łukasz Nowicki wystąpił w jednej z głównych ról w filmie Mészáros Mała Vilma. Nowicki i Mészáros rozstali się w 2008.
Mieszka w Polsce.

## Filmografia
| Rok  | Tytuł                                                      | Reżyseria | Scenariusz |
| ---- | ---------------------------------------------------------- | --------- | ---------- |
| 1968 | Dziewczyna (Eltávozott nap)                                | T         | T          |
| 1969 | Węzły uczuć (Holdudvar)                                    | T         | T          |
| 1970 | Nie płaczcie, ślicznotki! (Szép lányok, ne sírjatok!)      | T         |            |
| 1973 | Swobodny oddech (Szabad lélegzet)                          | T         | T          |
| 1977 | Szeptember végén (TV)                                      | T         |            |
| 1975 | Adopcja (Örökbefogadás)                                    | T         | T          |
| 1976 | Dziewięć miesięcy (Kilenc hónap)                           | T         | T          |
| 1977 | One dwie (Ök ketten)                                       | T         | T          |
| 1978 | Jak to w domu (Olyan, mint otthon)                         | T         | T          |
| 1979 | Po drodze (Útközben)                                       | T         | T          |
| 1980 | Sukcesja (Örökség)                                         | T         | T          |
| 1981 | Anna                                                       | T         | T          |
| 1983 | Rewizor (Délibábok országa)                                | T         |            |
| 1984 | Dziennik dla moich dzieci (Napló gyermekeimnek)            | T         | T          |
| 1987 | Dziennik dla moich ukochanych (Napló szerelmeimnek)        | T         | T          |
| 1989 | Żegnaj, Czerwony Kapturku (Piroska és a farkas)            | T         | T          |
| 1990 | Dziennik dla mojego ojca i matki (Napló apámnak, anyámnak) | T         | T          |
| 1993 | Edith és Marlene (TV)                                      | T         |            |
| 1994 | Ostatni dzień Anny Kareniny (TV)                           | T         | T          |
| 1994 | Embrion (A magzat)                                         | T         | T          |
| 1996 | Siódmy pokój (A hetedik szoba)                             | T         | T          |
| 1999 | Córy szczęścia (A szerencse lányai)                        | T         | T          |
| 2000 | Mała Vilma (Kisvilma – Az utolsó napló)                    | T         | T          |
| 2004 | Niepochowany (A temetetlen halott)                         | T         | T          |
| 2009 | Ostatni raport na temat Anny (Utolsó jelentés Annáról)     | T         | T          |
| 2011 | Ármány és szerelem Anno 1951 (TV)                          | T         | T          |
| 2017 | Zorza polarna (Aurora Borealis: Északi fény)               | T         | T          |